# A Damsel in Distress
A Damsel in Distress is een Hollywood-musicalkomedie uit 1937 met in de hoofdrollen Fred Astaire, Joan Fontaine, George Burns en Gracie Allen. Het is gebaseerd op de roman van P.G. Wodehouse uit 1919 en het gelijknamige toneelstuk uit 1928, geschreven door Wodehouse en Ian Hay. De muziek en de teksten zijn van George en Ira Gershwin. De regie is van George Stevens. Het is, na Swing Time, zijn tweede (en laatste) Astaire-musical.

## Geschiedenis
Na Shall We Dance werd voor de volgende dansfilm van Astaire, op advies van Gershwin, de roman A Damsel in Distress van P.G. Wodehouse gebruikt uit 1919. De roman was in hetzelfde jaar al verfilmd. Wodehouse omschreef zijn romans als “muzikale komedies zonder muziek” en vond ze uitstekend geschikt om te gebruiken voor een musicalcomedy. Vanaf midden januari tot midden mei (1937) werkten de gebroeders Gershwin aan de partituur. Volgens Astaire zat er geen ‘fout’ nummer in.
Als regisseur werd de relatief jonge George Stevens aangetrokken. De orkestratie werd niet gedaan door Gershwin maar door Robert Russell Bennett, geassisteerd door George Brassman, Ray Noble, Max Steiner en Roy Webb. De hoofdrol werd vertolkt door de 19-jarige Joan Fontaine. Het populaire vaudeville duo George Burns en Gracie Allen werden geëngageerd als het vaudeville paartje.

## verhaal
Het verhaal speelt zich af in Engeland op het kasteel Tottney waar lady Caroline Marshmorton (Contance Collier) woont. Lady Caroline wil graag dat haar stiefzoon, Reggie (Ray Noble), een jazz liefhebber, trouwt met haar nichtje, de mooie lady Alyce Marshmorton (Joan Fontaine), dochter van de slecht gemanierde lord John Marshmorton (Montagu Love). Alle bedienden op het kasteel weten dat de mooie Lady Alyce binnenkort moet trouwen, dus wordt er een weddenschap afgesloten over de identiteit van de gelukkige man. De jongste bediende Albert (Harry Watson), die lady Alyce heeft horen zeggen dat ze verliefd geworden is op een Amerikaan die ze ontmoet heeft tijdens haar verblijf in Zwitserland, wedt op een "Mr. X", een totaal onbekend iemand.
Op een dag verlaat lady Alyce het kasteel om in Londen haar Amerikaanse geliefde te ontmoeten , waar ze toevallig Jerry Halliday (Fred Astaire) tegenkomt. Jerry is een bekende Amerikaanse entertainer, vergezeld van persagent George (George Burns) en secretaris Gracie (Gracie Allen), maar hij wordt als zodanig niet herkend door Lady Alyce. De hele tijd wordt ze in de gaten gehouden door Keggs (Reginald Gardener), de butler van het kasteel die zijn geld op een ander heeft gezet en Albert. Keggs en Jerry lopen elkaar tegen het lijf (I Can’t Be Bothered Now).
Door een slinkse truc van Albert die Jerry een briefje in zijn hand drukt dat zogenaamd afkomstig is van lady Alyce en waarin ze Jerry om hulp vraagt, gaat Jerry naar het kasteel en doet zich voor als lid van een groep madrigaal zangers die uitgenodigd zijn om op het kasteel een paar liederen te zingen (The Jolly Tar And The MIlkmaid).
Er van overtuigd dat Alyce van hem houdt, neemt Jerry zijn intrek in een tuinhuisje vlak naast het kasteel (Put Me To The Test). Nadat Alyce Jerry’s avances afgewezen heeft op een kermis, wordt Jerry opgevrolijkt door Gracie (Stiff Upper Lip). Weer terug op het kasteel bespeurt Alyce bij zichzelf toch enige genegenheid voor Jerry (Things Are Looking Up).
Tijdens een dansavond op het kasteel zingt het madrigaal groepje weer een lied (Sing Of Spring). Omdat Keggs en Albert, op bevel van Keggs, van loten gewisseld hebben, probeert Albert door middel van allerlei valse krantenberichten Jerry bij Alyce in een kwaad daglicht te zetten. Jerry denkt ondertussen dat alles goed gaat (A Foggy Day In London Town). Maar Alyce heeft nu een heel ander idee over Jerry en weigert hem de toegang tot het kasteel, maar Jerry lukt het om opnieuw met de zanggroep binnen te komen (Nice Work If You Can Get It).
Ondertussen vraagt Reggie, Gracie ten huwelijk en zingt Keggs, door een kwajongensstreek van Albert, een aria uit de opera Martha van Friedrich von Flotow (in de film gezongen door Mario Berini).
Om een schandaal te vermijden staat lady Caroline, tot grote opluchting van lord Marshmorton, erop dat Alyce met Jerry trouwt. Gracie wijst Reggie af en kiest toch voor George, en Jerry, nadat hij alles uitgelegd heeft aan Alyce, geeft Keggs en Albert een veeg uit de pan (reprise van Nice Work).

## Rolverdeling
| Acteur            | Personage        |
| ----------------- | ---------------- |
| Fred Astaire      | Jerry Halliday   |
| George Burns      | George           |
| Gracie Allen      | Gracie           |
| Joan Fontaine     | Lady Alyce       |
| Reginald Gardiner | Keggs            |
| Ray Noble         | Reggie           |
| Constance Collier | Lady Caroline    |
| Montagu Love      | Lord Marshmorton |
| Harry Watson      | Albert           |
| Jan Duggan        | Juffrouw Ruggles |

## Bijzonderheden
- De film werd destijds in Nederland uitgebracht onder de titel Het meisje in de taxi.
- De Gershwins schreven negen nummers voor de film, eentje werd er geschrapt, Pay Some Attention To Me.[2]
- Hermes Pan kreeg een Oscar voor de choreografie.[3]
- Het centrale thema, de controverse lage kunst – hoge kunst wordt op een heel subtiele manier gedurende de hele film aan de kaak gesteld.[2]
- De partituur is heel afwisselend, Gershwin heeft nummers geschreven in pure jazz stijl, in musical stijl en in de oude, meerstemmige traditie van de Engelse koormuziek die doet denken aan de stijl van de 19e-eeuwse Engelse componisten als Gilbert en Sullivan en John Ireland.[4]
- Verschillende liedjes uit de filmmusical zijn evergreens en jazzclassics geworden: A Foggy Day; Nice Work If You Can Get It, I Can’t Be Bothered Now, Thing Are Looking Up en Stiff Upper Lip, ze zijn allemaal op jazz albums van Ella Fitzgerald en andere legendarische jazz artiesten te vinden.[3]